# Калинин (Ветковский район)
Калинин (бел. Калінін) — упразднённый посёлок в Столбунском сельсовете Ветковского района Гомельской области Белоруссии.
В результате катастрофы на Чернобыльской АЭС и радиационного загрязнения жители (39 семей) переселены в чистые места.
Поблизости расположены залежи кирпичных глин и суглинков (запасы 0,3 млн м³).

## География

### Расположение
В 30 км на северо-восток от Ветки, 52 км от Гомеля.

## Транспортная сеть
Транспортные связи по просёлочной, затем автомобильной дороге Столбун — Ветка. Застройка деревянная, усадебного типа, вдоль просёлочной дороги.

## История
Основан в начале XX века переселенцами из соседних деревень. В 1926 году в Яновском сельсовете Светиловичского района Гомельского округа. В 1929 году жители вступили в колхоз. Во время Великой Отечественной войны 22 жителя погибли на фронте. В 1959 году входил в состав совхоза «Столбунский» (центр — деревня Столбун).

## Население

### Численность
- 2010 год — жителей нет.

### Динамика
- 1926 год — 23 двора, 148 жителей.
- 1940 год — 42 двора, 168 жителей.
- 1959 год — 181 житель (согласно переписи).
- 1990-е — жители (39 семей) переселены.